# Relació de Kadowaki-Woods
La relació de Kadowaki-Woods  és una raó aritmètica entre  A , el terme quadràtic de la resistivitat i  γ  2  , el terme lineal de la capacitat calorífica. Es va trobar que aquesta relació és constant per metalls de transició i fermions pesants, encara que amb diferents valors.
{\displaystyle R_{\mathrm {kW} }={\frac {A}{\gamma ^{2}}}}
El 2009, Anthony Jacko, John Fjaerestad i Ben Powell van demostrar que els diferents valors d'aquesta raó poden ser entesos sobre la base de diferents propietats específiques dels materials, ocmo la densitat d'estats i la densitat electrònica, fins i tot abans que les interaccions electró-electró siguin preses en compte.

## Nota
1. ↑   «A unified explanation of the Kadowaki–Woods ratio in strongly correlated metals». Nature Physics, 5, 6, 2009, pàg. 422–425. arXiv: 0805.4275. Bibcode: 2009NatPh...5..422J. DOI: 10.1038/nphys1249.